# Mercury-P
Mercury-P (russisch: Меркурий-П) ist oder war ein Missionskonzept für einen Orbiter und Lander der russischen Raumfahrtbehörde zur Erforschung des Planeten Merkur. Vorgeschlagene Starttermine waren beispielsweise 2016, 2019, 2024, Ende der 2020er und die 2030er Jahre. Der Buchstabe P in Mercury-P steht für das russische Wort „possadka“, was Landung bedeutet.
Bei einer Umsetzung des Konzepts könnte Mercury-P der erste Lander auf dem Merkur sein. Ein vorgeschlagenes Flugszenario für die Mission umfasst einen Vorbeiflug an der Venus, das Einsetzen der Raumsonde in die Umlaufbahn um Merkur und die Auslieferung eines Landers auf seiner Oberfläche. Das Institut für Weltraumforschung untersuchte die Möglichkeit des „Recyclings“ von Hardware, die für die Raumsonden Phobos-Grunt, Mars-NET, Mars-96 und Solar Sail entwickelt worden war, und schlug Upgrades der Hardware vor. Ab 2012 führten russische Wissenschaftler eine vorläufige Konzeptstudie des Projekts durch und stellten eine Liste wissenschaftlicher Nutzlasten zusammen.